# Les Opérateurs humains
Les Opérateurs humains est un recueil, composé en 1983, de six nouvelles de science-fiction écrites entre 1949 et 1971 par A. E. van Vogt (Canada).

## Résumés

### Les Opérateurs humains
- Titre original : The Human Operators
- Publication : 1971
- Traduction : Bruno Martin
- Remarque : co-écrit avec Harlan Ellison
- Lien externe :
- Résumé : Des vaisseaux spatiaux règnent sur l'univers et les humains n'en sont plus que les esclaves qui effectuent leur maintenance. Un jour, l'un d'eux découvre l'amour.

### La Jungle de Mira
- Titre original : The Green Forest
- Publication : 1949
- Traduction : Bruno Martin
- Lien externe :
- Résumé : Dans la jungle de Mira, des hommes risquent leur vie en affrontant des bêtes à lymphe, dont le suc est vital pour leur survie, et des extraterrestres capables de revêtir toutes les formes humaines.

### Humains, Go Home!ouJana
- Titre original : Human, Go Home !
- Publication : 1969
- Traduction : Jean-Pierre Carasso
- Lien externe :
- Résumé : Sur Jana, deux Terriens ont cru pouvoir apporter le progrès. Autour d'eux, des humanoïdes brutaux s'entredéchirent, tout en s'unissant pour crier: « Humains, Go Home ! »

### Accomplissement
- Titre original : Fulfillment
- Publication : 1951
- Traduction : Jean-Pierre Carasso
- Lien externe :
- Résumé :

### Lui
- Titre original : Him
- Publication : 1969
- Traduction : Jean-Pierre Carasso
- Lien externe :
- Résumé :

### L'Homme filtrant
- Titre original : The Ultra Man
- Publication : 1966
- Traduction : Jean-Pierre Carasso
- Lien externe :
- Résumé :

- Remarque : voir L'Ultra-terrestre